# Hold It Against Me
Hold It Against Me je píseň americké popové zpěvačky Britney Spears. Tato skladba se nachází na jejím sedmém studiovém albu. Produkce se ujali producenti Dr. Luke a Max Martin. Píseň ihned debutovala na prvním místě v Kanadě, Belgii, Dánsku, na Novém Zélandu, ale i v hitparádě Billboard. Jedná se tak již o čtvrtý singl Britney Spears, který okamžitě obsadil první příčku hitparád a i díky tomu se stala zpěvačka druhým umělcem v historii, kterému se podařilo mít pilotní singly na špici hitparád hned několikrát. Prvním umělcem byla kolegyně Mariah Carey.

## Videoklip
Ve videoklipu k písni hraje Britney popovou hvězdu z vesmíru, která přistane na Zemi, aby tu našla slávu. Stane se celebritou, ale její popularita ji přemůže a zničí.

## Hitparáda
| Země           | Umístění |
| -------------- | -------- |
| Kanada         | 1        |
| USA            | 1        |
| Austrálie      | 4        |
| Velká Británie | 6        |
| Česko          | 17       |
| Slovensko      | 3        |

| "Grenade" od Bruno Marse | USA #1 hity 29. ledna ~ 4. února 2011 | "Grenade" od Bruno Marse |